# Reforma administracyjna w Polsce (1975)

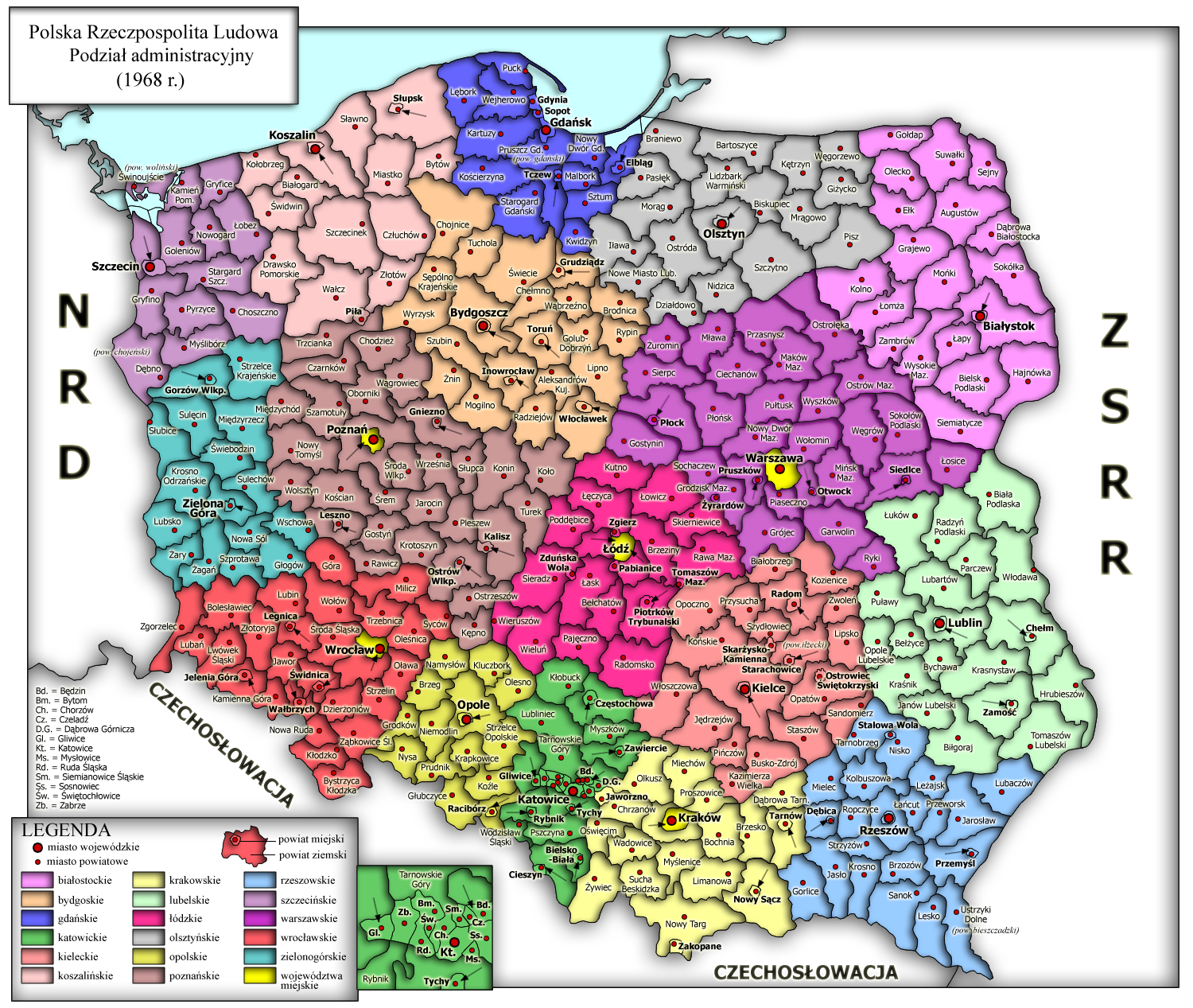
Mapa administracyjna Polski przed reformą (1950-1975)

Mapa administracyjna Polski po reformie

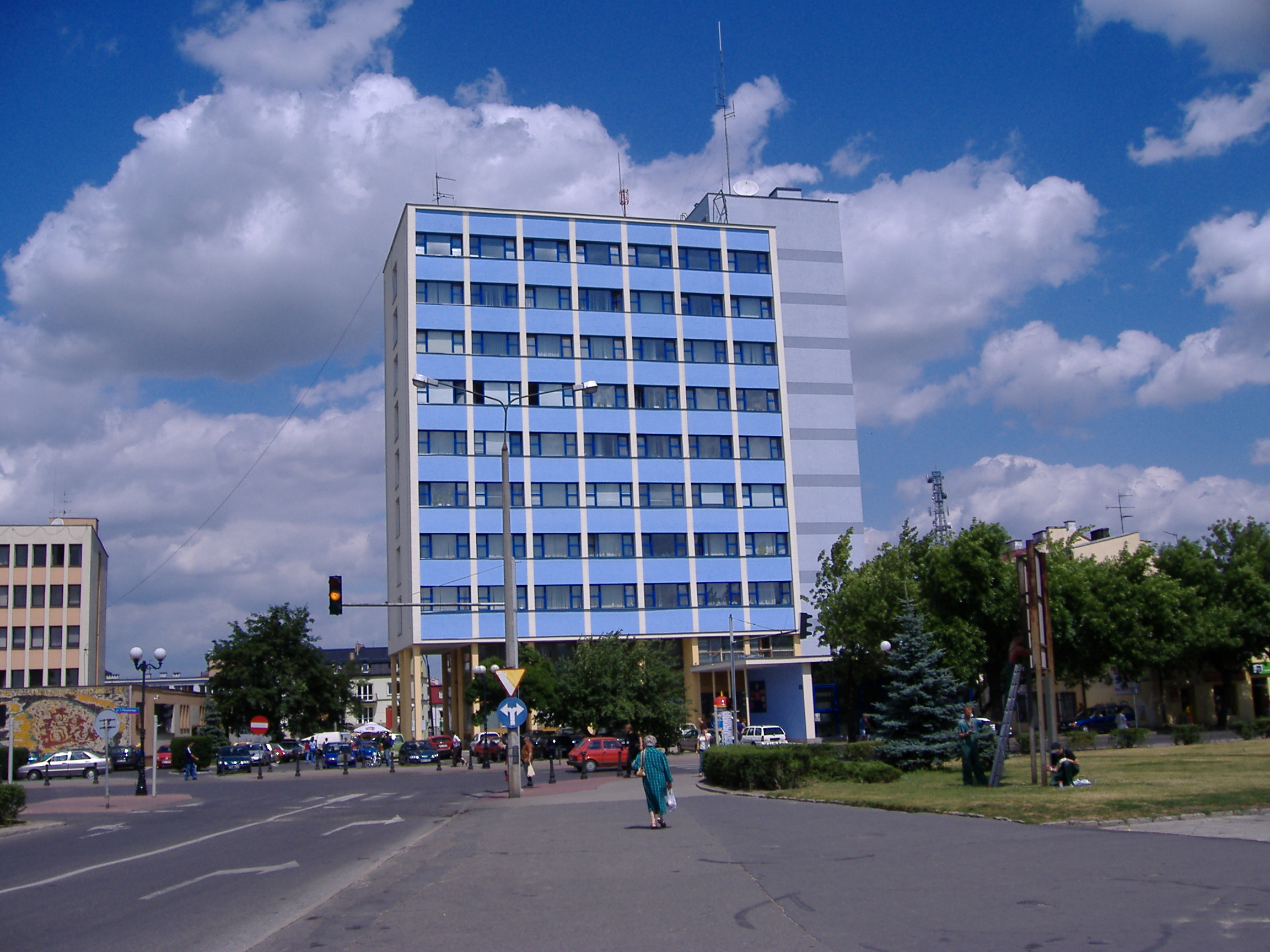
Dawny Urząd Wojewódzki w Siedlcach

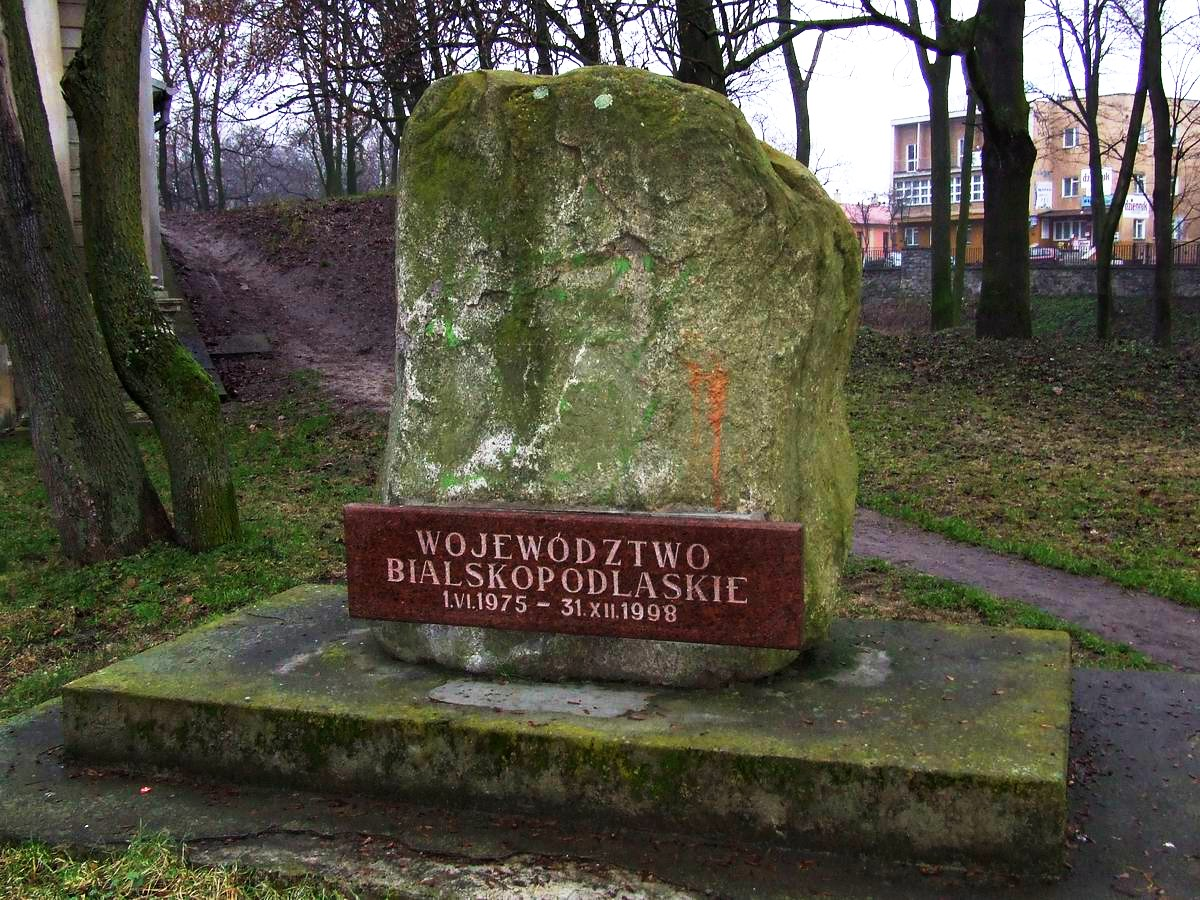
Symboliczny „grób” woj. bialskopodlaskiego w Białej Podlaskiej

Reforma administracyjna Polski w 1975 roku – reforma zmieniająca podział administracyjny Polski, wraz z którą porzucono trójstopniowy podział administracyjny kraju (województwo – powiat – gmina) i zastąpiono go nowym, dwustopniowym podziałem (województwo – gmina), obowiązującym od 1 czerwca 1975 do 31 grudnia 1998.

## Przeddzieje
Ustawą z dnia 28 maja 1975 r. wprowadzono w Polsce dwustopniowy podział administracyjny. Reforma była końcowym etapem kolejnych przemian administracyjnych trwających od momentu likwidacji gmin, a w ich miejsce wprowadzenia gromad pod koniec 1954 roku. Stopniowe likwidowanie słabych ludnościowo, ekonomicznie, infrastrukturalnie i rozwojowo gromad rozpoczęto pod koniec lat 50. i kontynuowano etapowo przez lata 60. Na początku lat 70. dużo większe i o znacznie zmniejszonej liczbie gromady coraz bardziej przypominały gminy, które w końcu reaktywowano z dniem 1 stycznia 1973 (np. wykaz gromad powiatów gostyńskiego i włodawskiego 1 stycznia 1971 był taki sam jak wykaz gmin z 1 stycznia 1973), jednocześnie likwidując gromady, a także osiedla. W sumie w miejsce 4315 gromad utworzono z dniem 1 stycznia 1973 2366 znacznie większych gmin. Liczbę tę zmniejszono w dalszych latach do 2129 (2 lipca 1976).
Zmiany na szczeblu powiatowym rozpoczęto powołaniem pod koniec 1972 r. największego powiatu w Polsce – bieszczadzkiego, utworzonego z trzech skomasowanych powiatów (leskiego, ustrzyckiego i sanockiego); powstał też powiat miejski w Sanoku. Z początkiem 1973 roku zniesiono powiat woliński i utworzono powiat miejski w Świnoujściu, a pod koniec 1973 roku powiaty miejskie w Koninie i Stargardzie Szczecińskim. W grudniu tego roku przemianowano też powiat niżański na stalowowolski, a powiat iłżecki na starachowicki. W latach 1973–1975 przeprowadzono wielką akcję przyłączania (bądź łączenia) jednostek administracyjnych (zarówno miast, jak i gmin) do większych sąsiednich ośrodków miejskich. Spowodowało to znaczne zredukowanie niektórych powiatów pod względem administracyjnym (najbardziej drastycznym przykładem był powiat tyski o 16 jednostkach, który w przeddzień reformy składał się już tylko z trzech enklaw miejskich). W okresie od 2.01.1972 do 1.01.1973 zniesiono 13 miast (utworzono 16), 54 osiedla i 4 dzielnice w Krakowie (utworzono 2); zmieniono też nazwę 2 miastom (Boguszowowi i Szczawnicy). W 1975 roku, do chwili wprowadzenia reformy, zniesiono dodatkowo 26 miast.
Po wyborach do rad narodowych 9 grudnia 1973 r. wprowadzano jednoosobowe kierownictwo w administracji na wszystkich szczeblach, przywracając funkcje wojewodów i prezydentów w miastach powyżej 50 tysięcy mieszkańców. Faktyczną władzę sprawowali szefowie Polskiej Zjednoczonej Partii Robotniczej, którzy byli jednocześnie przewodniczącymi rad narodowych. PZPR była swoistym nadurzędem decydującym o decyzjach radnych. W swych działaniach radni mieli kierować się wytycznymi zawartymi w Deklaracji I Krajowej Konferencji PZPR – o roli i zadaniach rad narodowych w społeczno-politycznym systemie Polskiej Rzeczypospolitej Ludowej. Postanowienia PZPR stały się więc generalną wytyczną dla kierunków umacniania tzw. demokracji socjalistycznej.
Kolejny etap reformy administracyjnej zakładał wprowadzenie dwustopniowego podziału administracyjnego państwa i likwidację istniejących od XIV wieku powiatów. Był on utajniony przed szerszym gremium działaczy partyjnych. Za przygotowanie nowego podziału odpowiadali premier Piotr Jaroszewicz i sekretarz KC PZPR Edward Babiuch. Prace zakończono na początku 1975 r. W marcu 1975 projekt poddało ocenie Biuro Polityczne, które zaproponowało utworzenie 50 województw, w tym dwa „województwa miejskie” – warszawskie i łódzkie. Początkowo niektóre województwa miały mieć nazwy odwołujące się do krain geograficznych, jak beskidzkie (z siedzibą w Bielsku-Białej), bieszczadzkie (Krosno), kurpiowskie (Ostrołęka) i podhalańskie (Nowy Sącz).
Pierwotnym terminem reformy miał być 1 października 1975 r. Jednak jeszcze w marcu pod obrady Biura Politycznego trafił projekt zmodyfikowany, zawierający 47 województw, w skład którego nie weszły województwa chełmskie, chojnickie i nowosądeckie. W niektórych województwach wytworzyły się spory o stolicę, w województwie sandomierskim do siedziby władz pretendowały Sandomierz, Tarnobrzeg i Stalowa Wola, a w województwie planowanym w zagłębiu miedziowym rywalizowały o stolicę Legnica i Lubin. Zdecydowano także o kształcie woj. krakowskiego, które podobnie jak Łódź i Warszawa, otrzymało status miejskiego. Ostatecznie 22 kwietnia Biuro Polityczne KC zaakceptowało 49 województw. Wówczas też, w związku z odnotowanymi sporami i niezadowoleniem w niektórych lokalnych ośrodkach, władze zdecydowały o przyspieszeniu prac legislacyjnych, w efekcie 28 maja Sejm przegłosował ustawy o zmianie Konstytucji, o dwustopniowym podziale administracyjnym państwa, które weszły w życie już 1 czerwca 1975 r.
Z dniem 1 czerwca 1975 r. zlikwidowano 392 powiaty (w tym 78 miejskich), a w miejsce 17 województw i 5 miast wydzielonych (Warszawa, Łódź, Kraków, Wrocław i Poznań) wprowadzono nowy podział na 49 województw. Poza województwami, jednostkami administracyjnymi stopnia wojewódzkiego były także miasto stołeczne Warszawa oraz miasta Kraków i Łódź, co wpłynęło na oficjalne określenie województwa warszawskiego jako stołeczne, a krakowskiego i łódzkiego jako miejskie. Obok gmin, jako jednostek stopnia podstawowego, w większych miastach działały także dzielnice. Charakterystyczne dla podziału administracyjnego powstałego w efekcie reformy było to, iż tylko nieliczne województwa miały więcej niż 1 milion mieszkańców oraz fakt, że stolicami nowych województw zostały w wielu przypadkach średnie bądź małe prowincjonalne miasta (tab. 1). 12 stolic liczyło poniżej 40 000 mieszkańców, w tym 8 poniżej 30 000. Najmniejsze miasto wojewódzkie, Sieradz, liczyło zaledwie 20 934 mieszkańców. Cztery miasta nie były nawet największymi w województwie: Sieradz (względem prawie dwukrotnie większej Zduńskiej Woli), Tarnobrzeg (względem większej o 13 000 Stalowej Woli), Skierniewice (względem większego o 8000 Żyrardowa) i Suwałki (względem Ełku). Ponadto Krosno miało podobną liczbę ludności co bardziej centralnie w województwie położony Sanok.
Oficjalnym celem reformy było dostosowanie podziału administracyjnego do potrzeb przyspieszonego rozwoju społeczno-gospodarczego Polski, lepsze zaspokajanie rosnących potrzeb społeczeństwa oraz usprawnienie zarządzania gospodarką narodową oraz funkcjonowania organów władzy i administracji państwowej. Rzeczywistym powodem mogła jednak być obawa władz centralnych w Warszawie przed rosnącymi w siłę ekonomiczną i administracyjną dotychczasowymi województwami, co z kolei mogłoby mieć wpływ na ich usamodzielnianie się względem centrali. Zwłaszcza obawa przed potęgą największych, gęsto zaludnionych i silnie uprzemysłowionych województw (warszawskiego, łódzkiego, krakowskiego) spowodowało pozornie nielogiczne utworzenie najmniejszych województw wokół największych miast. Do tezy tej skłaniał się m.in. minister kultury i sztuki Józef Tejchma, oponent Gierka, który w dzienniku zapisał „rzeczywistą intencją jest stworzenie takiego układu administracyjno-personalnego, aby nigdzie poza gmachem KC nie było ludzi silnych”. Wbrew oficjalnym deklaracjom rzeczywistym skutkiem reformy była centralizacja zarządzania, bowiem słabe ośrodki w wielu kwestiach zdane były na dobrą wolę centrum władzy. Jednocześnie doszło do degradacji licznych miast będących do tej pory miastami powiatowymi. Zdaniem władz komunistycznych likwidacja powiatów była konieczna, gdyż hamowały one rozwój kraju. Przeprowadzone zmiany już wówczas były poddawane krytyce. Granice nowych województw wyznaczono wbrew przebiegającym granicom powiatów i regionów, przez co zniszczono lokalne struktury społeczne, gospodarcze i kulturalne, ukształtowane w procesie historycznym. Niektóre powiaty zostały podzielone między trzy lub cztery województwa. Reforma pociągnęła za sobą znaczne wydatki związane m.in. z budową siedzib nowych Komitetów Wojewódzkich PZPR, urzędów wojewódzkich, sądów, prokuratur i komend wojewódzkich MO.
Ostatecznie taki podział administracyjny został zniesiony wraz z kolejną reformą, która weszła w życie 1 stycznia 1999 roku.
Najmniejsze miasta wojewódzkie (wytłuszczono):
| Województwo      | Największe miasto w województwie | Ludność 31 XII 1974 | Drugie miasto w województwie | Ludność 31 XII 1974 | Trzecie miasto w województwie | Ludność 31 XII 1974 |
| ---------------- | -------------------------------- | ------------------- | ---------------------------- | ------------------- | ----------------------------- | ------------------- |
| sieradzkie       | Zduńska Wola                     | 36 212              | Sieradz                      | 20 934              | Wieluń                        | 15 728              |
| tarnobrzeskie    | Stalowa Wola                     | 38 520              | Tarnobrzeg                   | 25 724              | Sandomierz                    | 18 979              |
| ostrołęckie      | Ostrołęka                        | 26 378              | Ostrów Mazowiecka            | 15 616              | Wyszków                       | 13 705              |
| skierniewickie   | Żyrardów                         | 34 472              | Skierniewice                 | 26 532              | Łowicz                        | 22 654              |
| ciechanowskie    | Ciechanów                        | 26 823              | Mława                        | 22 184              | Pułtusk                       | 13 492              |
| łomżyńskie       | Łomża                            | 27 789              | Zambrów                      | 15 428              | Grajewo                       | 12 280              |
| suwalskie        | Ełk                              | 30 616              | Suwałki                      | 29 386              | Augustów                      | 21 933              |
| bialskopodlaskie | Biała Podlaska                   | 30 032              | Międzyrzec Podlaski          | 12 797              | Radzyń Podlaski               | 9805                |
| krośnieńskie     | Krosno                           | 32 233              | Sanok                        | 30 958              | Jasło                         | 21 616              |
| leszczyńskie     | Leszno                           | 36 651              | Kościan                      | 19 847              | Rawicz                        | 16 583              |
| zamojskie        | Zamość                           | 37 924              | Hrubieszów                   | 16 594              | Biłgoraj                      | 15 786              |
| siedleckie       | Siedlce                          | 42 512              | Mińsk Mazowiecki             | 26 611              | Łuków                         | 19 987              |
| chełmskie        | Chełm                            | 43 826              | Krasnystaw                   | 13 548              | Włodawa                       | 9617                |
| nowosądeckie     | Nowy Sącz                        | 46 615              | Zakopane                     | 28 728              | Nowy Targ                     | 24 643              |
| pilskie          | Piła                             | 47 549              | Wałcz                        | 19 792              | Wągrowiec                     | 17 251              |
| konińskie        | Konin                            | 48 387              | Turek                        | 19 839              | Koło                          | 14 821              |

## Przekształcenie województw
Stan na: 1 czerwca 1975

Główne źródła:
 • Polska – Zarys encyklopedyczny, Państwowe Wydawnictwo Naukowe, Warszawa 1974.
• Rozporządzenie Rady Ministrów z dnia 30 maja 1975 r. w sprawie określenia miast oraz gmin wchodzących w skład województw (Dz.U. z 1975 r. nr 17, poz. 92)
• Mapa administracyjna PRL, Polskie Przedsiębiorstwo Wydawnictw Kartograficznych, Warszawa-Wrocław 1975.
• Ludność i zasoby mieszkaniowe w latach 1946–1974 według podziału administracyjnego kraju z 1 czerwca 1975 r., GUS, Warszawa

Źródła uzupełniające: Dzienniki Ustaw, przedstawione w przypisach
| Nowe województwo                                                         | Utworzone ze starych województw: |
| ------------------------------------------------------------------------ | --- |
| bialskopodlaskie 6 miast + 35 gmin Biała Podlaska 30 032 mieszkańców     | - z lubelskiego: - powiat bialski – (w całości, 13 jednostek) - powiat radzyński – (9 z 13 jednostek) - powiat parczewski – (6 z 8 jednostek) - powiat włodawski – (5 z 12 jednostek) - powiat łukowski – (1 z 12 jednostek) - z warszawskiego: - powiat łosicki – (7 z 9 jednostek) |
| białostockie 17 miast + 54 gminy Białystok 190 153 mieszkańców           | - z białostockiego: - powiat miejski Białystok - powiat białostocki – (w całości, 17 jednostek) - powiat bielski – (w całości, 9 jednostek) - powiat hajnowski – (w całości, 9 jednostek) - powiat sokólski – (w całości, 9 jednostek) - powiat siemiatycki – (9 z 12 jednostek) - powiat moniecki – (7 z 10 jednostek) - powiat łapski – (6 z 7 jednostek) - powiat dąbrowski – (4 z 5 jednostek) |
| bielskie 18 miast + 52 gminy Bielsko-Biała 116 946 mieszkańców           | - z krakowskiego: - powiat żywiecki – (w całości, 16 jednostek) - powiat wadowicki – (w całości, 13 jednostek) - powiat oświęcimski – (10 z 12 jednostek) - powiat suski – (7 z 11 jednostek) - powiat chrzanowski – (2 z 18 jednostek) - z katowickiego: - powiat miejski Bielsko-Biała - powiat miejski Cieszyn - powiat cieszyński – (12 z 13 jednostek) - powiat bielski – (8 z 11 jednostek) |
| bydgoskie 27 miast + 61 gmin Bydgoszcz 313 500 mieszkańców               | - z bydgoskiego: - powiat miejski Bydgoszcz - powiat miejski Inowrocław - powiat inowrocławski – (w całości, 12 jednostek) - powiat świecki – (w całości, 12 jednostek) - powiat bydgoski – (w całości, 11 jednostek) - powiat mogileński – (9 z 10 jednostek) - powiat szubiński – (w całości, 8 jednostek) - powiat sępoleński – (w całości, 7 jednostek) - powiat tucholski – (w całości, 7 jednostek) - powiat żniński – (w całości, 7 jednostek) - powiat chojnicki – (7 z 10 jednostek) - powiat wyrzyski – (5 z 12 jednostek) - powiat chełmiński – (1 z 8 jednostek) |
| chełmskie 4 miasta + 25 gmin Chełm 43 826 mieszkańców                    | - z lubelskiego: - powiat miejski Chełm - powiat chełmski – (w całości, 13 jednostek) - powiat włodawski – (7 z 12 jednostek) - powiat krasnostawski – (5 z 12 jednostek) - powiat hrubieszowski – (2 z 12 jednostek) - powiat parczewski – (1 z 8 jednostek) |
| ciechanowskie 9 miast + 51 gmin Ciechanów 26 823 mieszkańców             | - z warszawskiego: - powiat ciechanowski – (w całości, 11 jednostek) - powiat mławski – (w całości, 10 jednostek) - powiat płoński – (10 z 11 jednostek) - powiat pułtuski – (8 z 10 jednostek) - powiat żuromiński – (w całości, 7 jednostek) - powiat sierpecki – (3 z 10 jednostek) - powiat przasnyski – (2 z 10 jednostek) - powiat makowski – (1 z 10 jednostek) - z olsztyńskiego: - powiat działdowski – (w całości, 8 jednostek) |
| częstochowskie 17 miast + 58 gmin Częstochowa 196 449 mieszkańców        | - z katowickiego: - powiat miejski Częstochowa - powiat kłobucki – (w całości, 13 jednostek) - powiat częstochowski – (w całości, 11 jednostek) - powiat lubliniecki – (w całości, 11 jednostek) - powiat myszkowski – (w całości, 11 jednostek) - powiat zawierciański – (2 z 10 jednostek) - z łódzkiego: - powiat radomszczański – (5 z 15 jednostek) - powiat pajęczański – (4 z 10 jednostek) - powiat wieluński – (3 z 15 jednostek) - z kieleckiego: - powiat włoszczowski – (8 z 12 jednostek) - z opolskiego: - powiat oleski – (6 z 8 jednostek) |
| elbląskie 15 miast + 43 gminy Elbląg 95 219 mieszkańców                  | - z gdańskiego: - powiat miejski Elbląg - powiat sztumski – (w całości, 8 jednostek) - powiat elbląski – (w całości, 7 jednostek) - powiat malborski – (w całości, 7 jednostek) - powiat nowodworsko-gdański – (w całości, 7 jednostek) - powiat kwidzyński – (w całości, 6 jednostek) - z olsztyńskiego: - powiat braniewski – (w całości, 10 jednostek) - powiat pasłęcki – (w całości, 6 jednostek) - powiat iławski – (5 z 8 jednostek) - powiat morąski – (1 z 6 jednostek) |
| gdańskie 19 miast + 56 gmin Gdańsk 406 900 mieszkańców                   | - z gdańskiego: - powiat miejski Gdańsk - powiat miejski Gdynia - powiat miejski Sopot - powiat miejski Tczew - powiat starogardzki – (w całości, 11 jednostek) - powiat kartuski – (w całości, 10 jednostek) - powiat kościerski – (w całości, 10 jednostek) - powiat tczewski – (w całości, 10 jednostek) - powiat gdański – (w całości, 9 jednostek) - powiat pucki – (w całości, 9 jednostek) - powiat wejherowski – (w całości, 9 jednostek) - powiat lęborski – (2 z 8 jednostek) - z bydgoskiego: - powiat chojnicki – (1 z 10 jednostek) |
| gorzowskie 21 miast + 49 gmin Gorzów Wielkopolski 83 310 mieszkańców     | - z zielonogórskiego: - powiat miejski Gorzów Wielkopolski - powiat gorzowski – (w całości, 12 jednostek) - powiat strzelecki – (w całości, 10 jednostek) - powiat międzyrzecki – (8 z 10 jednostek) - powiat sulęciński – (7 z 8 jednostek) - powiat słubicki – (5 z 8 jednostek) - ze szczecińskiego: - powiat choszczeński – (w całości, 10 jednostek) - powiat myśliborski – (w całości, 10 jednostek) - powiat chojeński – (3 z 13 jednostek) - z poznańskiego: - powiat międzychodzki – (3 z 7 jednostek) - powiat nowotomyski – (1 z 15 jednostek) |
| jeleniogórskie 26 miast + 29 gmin Jelenia Góra 58 122 mieszkańców        | - z wrocławskiego: - powiat miejski Jelenia Góra - powiat jeleniogórski – (w całości, 11 jednostek) - powiat lwówecki – (w całości, 11 jednostek) - powiat lubański – (w całości, 9 jednostek) - powiat zgorzelecki – (w całości, 8 jednostek) - powiat kamiennogórski – (6 z 7 jednostek) - powiat bolesławiecki – (5 z 7 jednostek) - powiat złotoryjski – (2 z 8 jednostek) - powiat jaworski – (2 z 7 jednostek) |
| kaliskie 20 miast + 54 gminy Kalisz 85 746 mieszkańców                   | - z poznańskiego: - powiat miejski Kalisz - powiat miejski Ostrów Wielkopolski - powiat kaliski – (13 z 15 jednostek) - powiat ostrowski – (w całości, 10 jednostek) - powiat kępiński – (w całości, 8 jednostek) - powiat ostrzeszowski – (w całości, 8 jednostek) - powiat krotoszyński – (8 z 12 jednostek) - powiat pleszewski – (w całości, 7 jednostek) - powiat jarociński – (6 z 7 jednostek) - z łódzkiego: - powiat wieruszowski – (w całości, 7 jednostek) - z wrocławskiego: - powiat sycowski – (5 z 7 jednostek) |
| katowickie 47 miast + 61 gmin Katowice 321 903 mieszkańców               | - z katowickiego: - powiat miejski Będzin - powiat miejski Bytom - powiat miejski Chorzów - powiat miejski Czeladź - powiat miejski Dąbrowa Górnicza - powiat miejski Gliwice - powiat miejski Katowice - powiat miejski Mysłowice - powiat miejski Ruda Śląska - powiat miejski Rybnik - powiat miejski Siemianowice Śląskie - powiat miejski Sosnowiec - powiat miejski Świętochłowice - powiat miejski Tychy - powiat miejski Zabrze - powiat miejski Zawiercie - powiat rybnicki – (w całości, 12 jednostek) - powiat gliwicki – (w całości, 9 jednostek) - powiat tarnogórski – (w całości, 8 jednostek) - powiat zawierciański – (8 z 10 jednostek) - powiat pszczyński – (w całości, 6 jednostek) - powiat wodzisławski – (w całości, 6 jednostek) - powiat będziński – (w całości, 4 jednostki) - powiat tyski – (w całości, 3 jednostki) - powiat bielski – (3 z 11 jednostek) - powiat cieszyński – (1 z 13 jednostek) - z krakowskiego: - powiat miejski Jaworzno - powiat chrzanowski – (10 z 18 jednostek) - powiat olkuski – (10 z 15 jednostek) - powiat oświęcimski – (2 z 12 jednostek) - z opolskiego: - powiat miejski Racibórz - powiat raciborski – (w całości, 8 jednostek) |
| kieleckie 17 miast + 83 gminy Kielce 143 914 mieszkańców                 | - z kieleckiego: - powiat miejski Kielce - powiat miejski Ostrowiec Świętokrzyski - powiat miejski Skarżysko-Kamienna - powiat miejski Starachowice - powiat kielecki – (w całości, 19 jednostek) - powiat buski – (13 z 14 jednostek) - powiat kazimierski – (w całości, 11 jednostek) - powiat jędrzejowski – (w całości, 10 jednostek) - powiat konecki – (10 z 14 jednostek) - powiat pińczowski – (w całości, 7 jednostek) - powiat starachowicki – (6 z 9 jednostek) - powiat opatowski – (5 z 14 jednostek) - powiat włoszczowski – (3 z 12 jednostek) - powiat staszowski – (3 z 10 jednostek) - powiat lipski – (1 z 8 jednostek) - powiat szydłowiecki – (1 z 8 jednostek) - z krakowskiego: - powiat miechowski – (7 z 11 jednostek) - powiat proszowicki – (1 z 9 jednostek) |
| konińskie 18 miast + 45 gmin Konin 48 387 mieszkańców                    | - z poznańskiego: - powiat miejski Konin - powiat koniński – (w całości, 17 jednostek) - powiat kolski – (13 z 15 jednostek) - powiat turecki – (11 z 13 jednostek) - powiat słupecki – (w całości, 7 jednostek) - powiat gnieźnieński – (3 z 12 jednostek) - powiat wrzesiński – (2 z 8 jednostek) - z łódzkiego: - powiat łęczycki – (2 z 11 jednostek) - powiat poddębicki – (2 z 9 jednostek) - powiat kutnowski – (1 z 14 jednostek) - z bydgoskiego: - powiat włocławski – (2 z 17 jednostek) - powiat mogileński – (1 z 10 jednostek) - powiat radziejowski – (1 z 8 jednostek) |
| koszalińskie 17 miast + 40 gmin Koszalin 75 073 mieszkańców              | - z koszalińskiego: - powiat miejski Koszalin - powiat koszaliński – (w całości, 10 jednostek) - powiat szczecinecki – (9 z 11 jednostek) - powiat drawski – (w całości, 8 jednostek) - powiat białogardzki – (w całości, 7 jednostek) - powiat kołobrzeski – (w całości, 7 jednostek) - powiat świdwiński – (w całości, 7 jednostek) - powiat sławieński – (6 z 9 jednostek) - powiat miastecki – (2 z 9 jednostek) |
| miejskie krakowskie 10 miast + 47 gmin Kraków 668 275 mieszkańców        | - miasto wydzielone Kraków - z krakowskiego: - powiat krakowski – (w całości, 16 jednostek) - powiat myślenicki – (12 z 13 jednostek) - powiat proszowicki – (8 z 9 jednostek) - powiat chrzanowski – (6 z 18 jednostek) - powiat olkuski – (5 z 15 jednostek) - powiat bocheński – (5 z 13 jednostek) - powiat miechowski – (4 z 11 jednostek) |
| krośnieńskie 11 miast + 42 gminy Krosno 32 233 mieszkańców               | - z rzeszowskiego: - powiat miejski Sanok - powiat bieszczadzki – (w całości, 16 jednostek) - powiat krośnieński – (w całości, 15 jednostek) - powiat jasielski – (10 z 13 jednostek) - powiat brzozowski – (8 z 10 jednostek) - powiat gorlicki – (3 z 14 jednostek) |
| legnickie 11 miast + 31 gmin Legnica 80 402 mieszkańców                  | - z wrocławskiego: - powiat miejski Legnica - powiat lubiński – (w całości, 9 jednostek) - powiat legnicki – (w całości, 8 jednostek) - powiat złotoryjski – (6 z 8 jednostek) - powiat jaworski – (4 z 7 jednostek) - powiat bolesławiecki – (2 z 7 jednostek) - powiat średzki – (1 z 6 jednostek) - z zielonogórskiego: - powiat głogowski – (w całości, 9 jednostek) - powiat szprotawski – (2 z 8 jednostek) |
| leszczyńskie 19 miast + 34 gminy Leszno 36 651 mieszkańców               | - z poznańskiego: - powiat miejski Leszno - powiat gostyński – (w całości, 10 jednostek) - powiat rawicki – (w całości, 9 jednostek) - powiat kościański – (9 z 14 jednostek) - powiat leszczyński – (w całości, 8 jednostek) - powiat krotoszyński – (4 z 12 jednostek) - powiat wolsztyński – (1 z 6 jednostek) - z wrocławskiego: - powiat górowski – (w całości, 6 jednostek) - z zielonogórskiego: - powiat wschowski – (5 z 8 jednostek) |
| lubelskie 17 miast + 63 gminy Lublin 263 973 mieszkańców                 | - z lubelskiego: - powiat miejski Lublin - powiat lubartowski – (w całości, 13 jednostek) - powiat lubelski – (w całości, 13 jednostek) - powiat puławski – (w całości, 13 jednostek) - powiat opolsko-lubelski – (w całości, 9 jednostek) - powiat kraśnicki – (7 z 13 jednostek) - powiat bełżycki – (w całości, 6 jednostek) - powiat bychawski – (5 z 7 jednostek) - powiat radzyński – (4 z 13 jednostek) - powiat krasnostawski – (2 z 12 jednostek) - powiat parczewski – (1 z 8 jednostek) - z warszawskiego: - powiat rycki – (6 z 8 jednostek) |
| łomżyńskie 12 miast + 46 gmin Łomża 27 789 mieszkańców                   | - z białostockiego: - powiat łomżyński – (w całości, 13 jednostek) - powiat grajewski – (10 z 11 jednostek) - powiat kolneński – (9 z 10 jednostek) - powiat wysokomazowiecki – (w całości, 8 jednostek) - powiat zambrowski – (w całości, 7 jednostek) - powiat siemiatycki – (3 z 12 jednostek) - powiat moniecki – (3 z 10 jednostek) - powiat łapski – (1 z 7 jednostek) - z warszawskiego: - powiat ostrowski – (4 z 11 jednostek) |
| miejskie łódzkie 8 miast + 12 gmin Łódź 787 035 mieszkańców              | - miasto wydzielone Łódź - z łódzkiego: - powiat miejski Pabianice - powiat miejski Zgierz - powiat łódzki – (8 z 12 jednostek) - powiat brzeziński – (3 z 13 jednostek) - powiat łęczycki – (3 z 11 jednostek) - powiat łowicki – (2 z 13 jednostek) - powiat łaski – (1 z 12 jednostek) |
| nowosądeckie 14 miast + 54 gminy Nowy Sącz 46 615 mieszkańców            | - z krakowskiego: - powiat miejski Nowy Sącz - powiat miejski Zakopane - powiat nowosądecki – (w całości, 20 jednostek) - powiat nowotarski – (w całości, 19 jednostek) - powiat limanowski – (w całości, 12 jednostek) - powiat suski – (4 z 11 jednostek) - powiat myślenicki – (1 z 13 jednostek) - z rzeszowskiego: - powiat gorlicki – (10 z 14 jednostek) |
| olsztyńskie 21 miast + 55 gmin Olsztyn 109 408 mieszkańców               | - z olsztyńskiego: - powiat miejski Olsztyn - powiat kętrzyński – (w całości, 9 jednostek) - powiat olsztyński – (w całości, 9 jednostek) - powiat bartoszycki – (w całości, 8 jednostek) - powiat lidzbarski – (w całości, 8 jednostek) - powiat biskupiecki – (w całości, 7 jednostek) - powiat ostródzki – (w całości, 7 jednostek) - powiat szczycieński – (7 z 8 jednostek) - powiat nidzicki – (w całości, 6 jednostek) - powiat morąski – (5 z 6 jednostek) - powiat mrągowski – (4 z 6 jednostek) - powiat iławski – (3 z 8 jednostek) - powiat nowomiejski – (2 z 7 jednostek) |
| opolskie 32 miasta + 79 gmin Opole 96 820 mieszkańców                    | - z opolskiego: - powiat miejski Brzeg - powiat miejski Nysa - powiat miejski Opole - powiat opolski – (w całości, 13 jednostek) - powiat strzelecki – (w całości, 13 jednostek) - powiat kozielski – (w całości, 12 jednostek) - powiat nyski – (w całości, 9 jednostek) - powiat głubczycki – (w całości, 8 jednostek) - powiat kluczborski – (w całości, 8 jednostek) - powiat krapkowicki – (w całości, 8 jednostek) - powiat prudnicki – (w całości, 8 jednostek) - powiat grodkowski – (w całości, 7 jednostek) - powiat namysłowski – (w całości, 7 jednostek) - powiat niemodliński – (w całości, 7 jednostek) - powiat brzeski – (w całości, 6 jednostek) - powiat oleski – (2 z 8 jednostek) |
| ostrołęckie 9 miast + 40 gmin Ostrołęka 26 378 mieszkańców               | - z warszawskiego: - powiat ostrołęcki – (w całości, 10 jednostek) - powiat makowski – (9 z 10 jednostek) - powiat przasnyski – (8 z 10 jednostek) - powiat ostrowski – (7 z 11 jednostek) - powiat wyszkowski – (w całości, 6 jednostek) - powiat wołomiński – (5 z 16 jednostek) - powiat pułtuski – (2 z 10 jednostek) - z białostockiego: - powiat kolneński – (1 z 10 jednostek) - z olsztyńskiego: - powiat szczycieński – (1 z 8 jednostek) |
| pilskie 24 miasta + 43 gminy Piła 47 549 mieszkańców                     | - z poznańskiego: - powiat miejski Piła - powiat chodzieski – (w całości, 10 jednostek) - powiat czarnkowski – (w całości, 7 jednostek) - powiat wągrowiecki – (7 z 10 jednostek) - powiat trzcianecki – (w całości, 6 jednostek) - powiat obornicki – (3 z 7 jednostek) - powiat szamotulski – (2 z 11 jednostek) - z koszalińskiego: - powiat wałecki – (w całości, 13 jednostek) - powiat złotowski – (w całości, 9 jednostek) - powiat szczecinecki – (2 z 11 jednostek) - z bydgoskiego: - powiat wyrzyski – (7 z 12 jednostek) |
| piotrkowskie 10 miast + 54 gminy Piotrków Trybunalski 63 290 mieszkańców | - z łódzkiego: - powiat miejski Piotrków Trybunalski - powiat miejski Tomaszów Mazowiecki - powiat piotrkowski – (w całości, 13 jednostek) - powiat radomszczański – (10 z 15 jednostek) - powiat bełchatowski – (w całości, 7 jednostek) - powiat brzeziński – (5 z 13 jednostek) - powiat rawski – (5 z 13 jednostek) - powiat łaski – (3 z 12 jednostek) - powiat łódzki – (3 z 12 jednostek) - powiat pajęczański – (2 z 10 jednostek) - z kieleckiego: - powiat opoczyński – (10 z 12 jednostek) - powiat konecki – (3 z 14 jednostek) - powiat włoszczowski – (1 z 12 jednostek) |
| płockie 9 miast + 44 gminy Płock 84 663 mieszkańców                      | - z warszawskiego: - powiat miejski Płock - powiat płocki – (w całości, 12 jednostek) - powiat gostyniński – (w całości, 11 jednostek) - powiat sierpecki – (7 z 10 jednostek) - powiat płoński – (1 z 11 jednostek) - powiat sochaczewski – (1 z 10 jednostek) - z łódzkiego: - powiat kutnowski – (13 z 14 jednostek) - powiat łęczycki – (6 z 11 jednostek) - powiat łowicki – (1 z 13 jednostek) |
| poznańskie 33 miasta + 57 gmin Poznań 506 191 mieszkańców                | - miasto wydzielone Poznań - z poznańskiego: - powiat miejski Gniezno - powiat poznański – (w całości, 16 jednostek) - powiat nowotomyski – (12 z 15 jednostek) - powiat śremski – (w całości, 9 jednostek) - powiat gnieźnieński – (9 z 12 jednostek) - powiat szamotulski – (9 z 11 jednostek) - powiat średzki – (w całości, 8 jednostek) - powiat wrzesiński – (6 z 8 jednostek) - powiat kościański – (5 z 14 jednostek) - powiat międzychodzki – (4 z 7 jednostek) - powiat obornicki – (4 z 7 jednostek) - powiat wągrowiecki – (3 z 10 jednostek) - powiat wolsztyński – (2 z 6 jednostek) - powiat jarociński – (1 z 7 jednostek) |
| przemyskie 9 miast + 35 gmin Przemyśl 56 521 mieszkańców                 | - z rzeszowskiego: - powiat miejski Przemyśl - powiat jarosławski – (w całości, 14 jednostek) - powiat przemyski – (w całości, 10 jednostek) - powiat lubaczowski – (w całości, 9 jednostek) - powiat przeworski – (w całości, 8 jednostek) - powiat brzozowski – (2 z 10 jednostek) |
| radomskie 15 miast + 61 gmin Radom 169 958 mieszkańców                   | - z kieleckiego: - powiat miejski Radom - powiat kozienicki – (w całości, 10 jednostek) - powiat radomski – (w całości, 10 jednostek) - powiat białobrzeski – (w całości, 8 jednostek) - powiat przysuski – (w całości, 8 jednostek) - powiat szydłowiecki – (7 z 8 jednostek) - powiat zwoleński – (w całości, 6 jednostek) - powiat lipski – (6 z 8 jednostek) - powiat starachowicki – (3 z 9 jednostek) - powiat opoczyński – (2 z 12 jednostek) - powiat konecki – (1 z 14 jednostek) - z warszawskiego: - powiat grójecki – (12 z 13 jednostek) - z łódzkiego: - powiat rawski – (2 z 13 jednostek) |
| rzeszowskie 13 miast + 49 gmin Rzeszów 91 945 mieszkańców                | - z rzeszowskiego: - powiat miejski Rzeszów - powiat rzeszowski – (w całości, 15 jednostek) - powiat łańcucki – (w całości, 9 jednostek) - powiat leżajski – (9 z 10 jednostek) - powiat kolbuszowski – (8 z 9 jednostek) - powiat ropczycki – (w całości, 7 jednostek) - powiat strzyżowski – (w całości, 6 jednostek) - powiat mielecki – (6 z 10 jednostek) - powiat stalowowolski – (1 z 11 jednostek) |
| siedleckie 12 miast + 66 gmin Siedlce 42 512 mieszkańców                 | - z warszawskiego: - powiat miejski Siedlce - powiat garwoliński – (w całości, 14 jednostek) - powiat miński – (12 jednostek) - powiat siedlecki – (w całości, 11 jednostek) - powiat węgrowski – (w całości, 10 jednostek) - powiat sokołowski – (w całości, 9 jednostek) - powiat wołomiński – (3 z 16 jednostek) - powiat otwocki – (3 z 10 jednostek) - powiat łosicki – (2 z 9 jednostek) - powiat rycki – (2 z 8 jednostek) - z lubelskiego: - powiat łukowski – (11 z 12 jednostek) |
| sieradzkie 9 miast + 43 gminy Sieradz 20 934 mieszkańców                 | - z łódzkiego: - powiat miejski Zduńska Wola - powiat sieradzki – (w całości, 15 jednostek) - powiat wieluński – (12 z 15 jednostek) - powiat łaski – (8 z 12 jednostek) - powiat poddębicki – (7 z 9 jednostek) - powiat pajęczański – (4 z 10 jednostek) - powiat łódzki – (1 z 12 jednostek) - z poznańskiego: - powiat kaliski – (2 z 15 jednostek) - powiat turecki – (2 z 13 jednostek) |
| skierniewickie 9 miast + 37 gmin Skierniewice 26 532 mieszkańców         | - z łódzkiego: - powiat skierniewicki – (w całości, 10 jednostek) - powiat łowicki – (10 z 13 jednostek) - powiat rawski – (6 z 13 jednostek) - powiat brzeziński – (5 z 13 jednostek) - z warszawskiego: - powiat miejski Żyrardów - powiat grodzisko-mazowiecki – (7 z 10 jednostek) - powiat sochaczewski – (7 z 10 jednostek) |
| słupskie 11 miast + 39 gmin Słupsk 74 825 mieszkańców                    | - z koszalińskiego: - powiat miejski Słupsk - powiat słupski – (w całości, 13 jednostek) - powiat bytowski – (w całości, 9 jednostek) - powiat człuchowski – (w całości, 9 jednostek) - powiat miastecki – (7 z 9 jednostek) - powiat sławieński – (3 z 9 jednostek) - z gdańskiego: - powiat lęborski – (6 z 8 jednostek) - z bydgoskiego: - powiat chojnicki – (2 z 10 jednostek) |
| suwalskie 14 miast + 50 gmin Suwałki 29 386 mieszkańców                  | - z białostockiego: - powiat suwalski – (w całości, 11 jednostek) - powiat augustowski – (w całości, 6 jednostek) - powiat ełcki – (w całości, 6 jednostek) - powiat olecki – (w całości, 6 jednostek) - powiat sejneński – (w całości, 6 jednostek) - powiat gołdapski – (w całości, 5 jednostek) - powiat grajewski – (1 z 11 jednostek) - powiat dąbrowski – (1 z 5 jednostek) - z olsztyńskiego: - powiat piski – (w całości, 8 jednostek) - powiat giżycki – (w całości, 6 jednostek) - powiat węgorzewski – (w całości, 6 jednostek) - powiat mrągowski – (2 z 6 jednostek) |
| szczecińskie 29 miast + 59 gmin Szczecin 363 744 mieszkańców             | - ze szczecińskiego: - powiat miejski Szczecin - powiat miejski Stargard Szczeciński - powiat miejski Świnoujście - powiat stargardzki – (w całości, 13 jednostek) - powiat pyrzycki – (w całości, 10 jednostek) - powiat chojeński – (10 z 13 jednostek) - powiat gryficki – (w całości, 9 jednostek) - powiat kamieński – (w całości, 8 jednostek) - powiat goleniowski – (w całości, 7 jednostek) - powiat gryfiński – (w całości, 7 jednostek) - powiat łobeski – (w całości, 7 jednostek) - powiat nowogardzki – (w całości, 7 jednostek) - powiat szczeciński – (w całości, 7 jednostek) |
| tarnobrzeskie 13 miast + 55 gmin Tarnobrzeg 25 724 mieszkańców           | - z rzeszowskiego: - powiat miejski Stalowa Wola - powiat tarnobrzeski – (w całości, 11 jednostek) - powiat stalowowolski – (10 z 11 jednostek) - powiat leżajski – (1 z 10 jednostek) - powiat mielecki – (1 z 10 jednostek) - powiat kolbuszowski – (1 z 9 jednostek) - z kieleckiego: - powiat sandomierski – (w całości, 11 jednostek) - powiat opatowski – (9 z 14 jednostek) - powiat staszowski – (7 z 10 jednostek) - powiat buski – (1 z 14 jednostek) - powiat lipski – (1 z 8 jednostek) - z lubelskiego: - powiat janowski – (w całości, 7 jednostek) - powiat kraśnicki – (6 z 13 jednostek) - powiat biłgorajski – (1 z 13 jednostek) |
| tarnowskie 9 miast + 50 gmin Tarnów 94 555 mieszkańców                   | - z krakowskiego: - powiat miejski Tarnów - powiat brzeski – (w całości, 12 jednostek) - powiat dąbrowski – (w całości, 12 jednostek) - powiat tarnowski – (w całości, 12 jednostek) - powiat bocheński – (8 z 13 jednostek) - z rzeszowskiego: - powiat dębicki – (w całości, 7 jednostek) - powiat jasielski – (3 z 13 jednostek) - powiat mielecki – (3 z 10 jednostek) - powiat gorlicki – (1 z 14 jednostek) |
| toruńskie 13 miast + 41 gmin Toruń 143 872 mieszkańców                   | - z bydgoskiego: - powiat miejski Grudziądz - powiat miejski Toruń - powiat brodnicki – (w całości, 10 jednostek) - powiat toruński – (w całości, 8 jednostek) - powiat wąbrzeski – (w całości, 7 jednostek) - powiat chełmiński – (7 z 8 jednostek) - powiat grudziądzki – (w całości, 6 jednostek) - powiat golubsko-dobrzyński – (6 z 7 jednostek) - powiat rypiński – (3 z 8 jednostek) - z olsztyńskiego: - powiat nowomiejski – (5 z 7 jednostek) |
| wałbrzyskie 31 miast + 36 gmin Wałbrzych 127 701 mieszkańców             | - z wrocławskiego: - powiat miejski Świdnica - powiat miejski Wałbrzych - powiat ząbkowicki – (w całości, 12 jednostek) - powiat świdnicki – (w całości, 10 jednostek) - powiat bystrzycki – (w całości, 9 jednostek) - powiat kłodzki – (w całości, 9 jednostek) - powiat wałbrzyski – (w całości, 9 jednostek) - powiat dzierżoniowski – (7 z 9 jednostek) - powiat noworudzki – (w całości, 6 jednostek) - powiat kamiennogórski – (1 z 7 jednostek) - powiat jaworski – (1 z 7 jednostek) - powiat strzeliński – (1 z 7 jednostek) |
| stołeczne warszawskie 28 miast + 32 gminy Warszawa 1 410 387 mieszkańców | - miasto wydzielone Warszawa - z warszawskiego: - powiat miejski Otwock - powiat miejski Pruszków - powiat nowodworski – (w całości, 13 jednostek) - powiat pruszkowski – (w całości, 13 jednostek) - powiat piaseczyński – (w całości, 9 jednostek) - powiat wołomiński – (8 z 16 jednostek) - powiat otwocki – (7 z 10 jednostek) - powiat grodziskomazowiecki – (3 z 10 jednostek) - powiat sochaczewski – (2 z 10 jednostek) - powiat grójecki – (1 z 13 jednostek) - powiat miński – (1 z 13 jednostek) |
| włocławskie 14 miast + 38 gmin Włocławek 87 097 mieszkańców              | - z bydgoskiego: - powiat miejski Włocławek - powiat włocławski – (15 z 17 jednostek) - powiat lipnowski – (w całości, 11 jednostek) - powiat aleksandrowski – (w całości, 10 jednostek) - powiat radziejowski – (7 z 8 jednostek) - powiat rypiński – (5 z 8 jednostek) - powiat golubsko-dobrzyński – (1 z 7 jednostek) - z poznańskiego: - powiat kolski – (2 z 15 jednostek) |
| wrocławskie 16 miast + 42 gminy Wrocław 568 928 mieszkańców              | - miasto wydzielone Wrocław - z wrocławskiego: - powiat milicki – (w całości, 8 jednostek) - powiat trzebnicki – (w całości, 8 jednostek) - powiat wrocławski – (w całości, 8 jednostek) - powiat wołowski – (w całości, 7 jednostek) - powiat oleśnicki – (w całości, 6 jednostek) - powiat strzeliński – (6 z 7 jednostek) - powiat oławski – (w całości, 5 jednostek) - powiat średzki – (5 z 6 jednostek) - powiat dzierżoniowski – (2 z 9 jednostek) - powiat sycowski – (2 z 7 jednostek) |
| zamojskie 5 miast + 53 gminy Zamość 37 924 mieszkańców                   | - z lubelskiego: - powiat miejski Zamość - powiat zamojski – (w całości, 15 jednostek) - powiat tomaszowski – (w całości, 13 jednostek) - powiat biłgorajski – (12 z 13 jednostek) - powiat hrubieszowski – (10 z 12 jednostek) - powiat krasnostawski – (5 z 12 jednostek) - powiat bychawski – (2 z 7 jednostek) |
| zielonogórskie 26 miast + 61 gmin Zielona Góra 82 260 mieszkańców        | - z zielonogórskiego: - powiat miejski Zielona Góra - powiat nowosolski – (w całości, 12 jednostek) - powiat lubski – (w całości, 9 jednostek) - powiat sulechowski – (w całości, 9 jednostek) - powiat krośnieński – (w całości, 8 jednostek) - powiat żarski – (w całości, 8 jednostek) - powiat zielonogórski – (w całości, 7 jednostek) - powiat żagański – (w całości, 7 jednostek) - powiat świebodziński – (w całości, 6 jednostek) - powiat szprotawski – (6 z 8 jednostek) - powiat słubicki – (3 z 8 jednostek) - powiat wschowski – (3 z 8 jednostek) - powiat międzyrzecki – (2 z 10 jednostek) - powiat sulęciński – (1 z 8 jednostek) - z poznańskiego: - powiat wolsztyński – (3 z 6 jednostek) - powiat nowotomyski – (2 z 15 jednostek) |